# Строчок звичайний
Строчок звичайний (Gyromitra esculenta (L.) Pers.) — гриб з родини Дисцинові (Discinaceae).
Місцеві назви — сморож, піструк, бабура.

## Будова
Плодові тіла великого розміру, неправильної форми.
Шапинка 2-10 см в діаметрі, 3-6 см заввишки, куляста, кутасто-куляста, мозкоподібно-звивисто-складчаста, спочатку рудувато- або каштаново-коричнева, пізніше темно- або буро-коричнева, з порожниною.
Сумки 8-спорові, циліндричні. Споровий порошок білуватий. Спори 17-20(22) ⨯ 8-12 мкм, еліпсоїдні, гладкі.
Ніжка коротка 3-5 см завдовжки, білувата, суха, з порожниною, крихка, до низу злегка звужена.
М'якуш білуватий, тонкий крихкий, з приємним запахом.

## Поширення та середовище існування
Зустрічається по всій Україні. Росте навесні, переважно на піщаних ґрунтах, у хвойних, листяних і мішаних лісах,  у місцях вирубки, на галявинах переважно на узліссі, уздовж ровів, доріг.

## Практичне використання
Смертельно отруйний гриб у сирому вигляді. Існують версії, що він умовно-їстівний. Іноді його помилково збирають замість зморшка їстівного, від якого він чітко відрізняється будовою шапки та формою плодового тіла. Природа токсинів, властивих строчку, остаточно не з'ясована.